# Ronde van Frankrijk 2022/Achttiende etappe
De achttiende etappe van de Ronde van Frankrijk 2022 werd verreden op 21 juli met start in Lourdes en finish op Hautacam. Het betrof een bergrit over 143 kilometer.
Vanuit Lourdes vertrekt het peloton richting de vallei van de Gave langs Peyrouse en Saint-Pé-de-Bigorre. In Igon wordt de hoofdvallei verlaten en gaat het zuidwestwaarts richting het hoger gebergte langs Asson en Louvie-Juzon. In Laruns volgt een tussensprint waar Wout van Aert eerst passeert en 20 punten meeneemt. Aansluitend volgt de beklimming van de Col d'Aubisque (buiten categorie). Het hoogste punt op op 1.709 meter levert punten voor het bergklassement op voor Giulio Ciccone gevolgd door Thibaut Pinot en Wout van Aert. Een tweede bergpas, voor de eerste keer onderdeel van het parkoers van de Ronde van Frankrijk is de Col de Spandelles (eerste categorie) met een hoogte van 1.378 meter. Daar is de top drie Wout van Aert, Daniel Martinez en Thibaut Pinot. Na de afdaling tot Argelès-Gazost gaat het verder zuidoostwaarts tot de finale klim tot de hoogte van 1.520 meter naar Hautacam (buiten categorie).

## Uitslag
| Lourdes – Hautacam (143 km) |                  |                   |          |
| Plaats                      | Naam             | Ploeg             | Tijd     |
| 1                           | Jonas Vingegaard | Team Jumbo-Visma  | 3u59'50" |
| 2                           | Tadej Pogačar    | UAE Team Emirates | +1'04"   |
| 3                           | Wout van Aert    | Team Jumbo-Visma  | +2'10"   |
| 4                           | Geraint Thomas   | INEOS Grenadiers  | +2'54"   |
| 5                           | David Gaudu      | Groupama-FDJ      | +2'58"   |
| 6                           | Alexey Lutsenko  | Astana Qazaqstan  | +3'09"   |
| 7                           | Daniel Martinez  | INEOS Grenadiers  | z.t.     |
| 8                           | Sepp Kuss        | Team Jumbo-Visma  | +3'27"   |
| 9                           | Aleksandr Vlasov | BORA-hansgrohe    | +4'04"   |
| 10                          | Thibaut Pinot    | Groupama-FDJ      | +4'09"   |
|                             |                  |                   |          |
| 27                          | Bauke Mollema    | Trek-Segafredo    | +14'17"  |

| Algemeen klassement |                  |                                    |           |
| Plaats              | Naam             | Ploeg                              | Tijd      |
| Gele trui           | Jonas Vingegaard | Team Jumbo-Visma                   | 71u53'34" |
| 2                   | Tadej Pogačar    | UAE Team Emirates                  | +3'26"    |
| 3                   | Geraint Thomas   | INEOS Grenadiers                   | +8'00"    |
| 4                   | David Gaudu      | Groupama-FDJ                       | +11'05"   |
| 5                   | Nairo Quintana   | Arkéa-Samsic                       | +13'35"   |
| 6                   | Louis Meintjes   | Intermarché-Wanty-Gobert Matériaux | +13'43"   |
| 7                   | Aleksandr Vlasov | BORA-hansgrohe                     | +14'10"   |
| 8                   | Romain Bardet    | Team DSM                           | +16'11"   |
| 9                   | Alexey Lutsenko  | Astana Qazaqstan                   | +20'09"   |
| 10                  | Adam Yates       | INEOS Grenadiers                   | +20'17"   |
|                     |                  |                                    |           |
| 20                  | Dylan Teuns      | Bahrain-Victorious                 | +1u06'01" |
| 26                  | Bauke Mollema    | Trek-Segafredo                     | +1u38'05" |

## Opgaves
- Damiano Caruso (Bahrain-Victorious): niet gestart wegens COVID
- Imanol Erviti (Movistar Team): niet gestart wegens  COVID
- Chris Froome (Israel-Premier Tech): niet gestart wegens COVID

1e etappe ·
2e etappe ·
3e etappe ·
4e etappe ·
5e etappe ·
6e etappe ·
7e etappe ·
8e etappe ·
9e etappe ·
10e etappe ·
11e etappe ·
12e etappe ·
13e etappe ·
14e etappe ·
15e etappe ·
16e etappe ·
17e etappe ·
18e etappe ·
19e etappe ·
20e etappe ·
21e etappe
Startlijst · Eindstanden · Afbeeldingen